# Canter

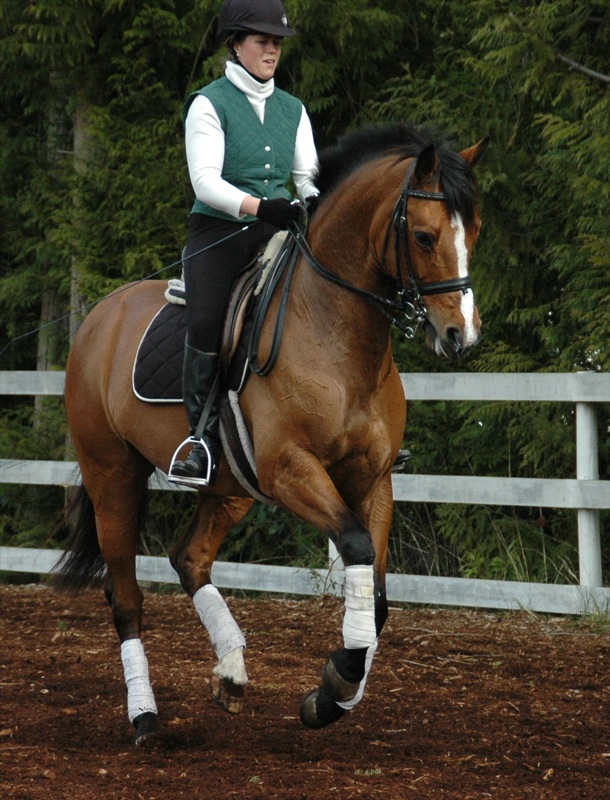
Cavallo al passo di canter

Il canter nell'equitazione è il cosiddetto "piccolo galoppo", preparatorio alle corse; il termine, di derivazione anglosassone, ha un'origine curiosa ovvero era l'andatura utilizzata dalla cavalleria inglese per raggiungere Canterbury da Londra; in effetti un'andatura ottimale in quanto essendo un tratto pianeggiante concedeva al cavallo di sfruttare il "pendolo viscerale" rendendo questo tipo di galoppo meno faticoso del trotto, ovvero, durante il movimento le viscere del cavallo vanno a comprimere in modo ritmato i polmoni dello stesso favorendo una respirazione regolare con un ridotto utilizzo muscolare per la stessa.